# Pogonolycus
Pogonolycus is een geslacht van straalvinnige vissen uit de familie van puitalen (Zoarcidae).

## Soorten
- Pogonolycus elegans Norman, 1937
- Pogonolycus marinae (Lloris, 1988)